# Mary Robinsonová
Mary Robinsonová (irské jméno: Máire Bhean Mhic Róibín) (* 21. května 1944 Ballina, hrabství Mayo, Irsko) je irská politička, sedmá prezidentka Irska v době od 3. prosince 1990 do 12. srpna 1997 a první žena v této funkci. Dále byla také vysokou komisařkou Organizace spojených národů pro lidská práva v letech 1997 až 2002.
Je členkou Páirtí an Lucht Oibre. Jejím předchůdcem ve funkci prezidentky byl Patrick Hillery a její nástupkyní je Mary McAleese.
Nejprve působila na akademické půdě, jako advokátka a jako členka Irského senátu (1969–1989).
V prezidentských volbách r. 1990 porazila Briana Lenihana ze strany Fianna Fáil a jako první zvolená prezidentka neměla podporu této strany. Její přínosem je revitalizace a liberalizace dříve konzervativního prezidentského úřadu. Rezignovala na prezidentský úřad čtyři měsíce před koncem jejího volebního období kvůli svému působení v OSN.
Od r. 2002 je čestnou prezidentkou Oxfam International a je také zakládající členkou a předsedkyní Council of Women World Leaders. Je členkou mnoha výborů včetně Vaccine Fund.
Její nejnovější iniciativou je projekt Ethical Globalization Initiative (EGI), jehož cílem je začlenění lidských práv do globalizačního procesu a kontrola dodržování lidských práv v rozvojových zemích. Od r. 2004 je profesorkou Columbia University v New Yorku, kde vyučuje mezinárodní lidská práva. Navštěvuje také kolegy a univerzity, kde přednáší o lidských právech.
Roku 2003 jí byl propůjčen Řád T. G. Masaryka I. třídy. V roce 2004 jí Amnesty International udělila svoji nejprestižnější cenu Velvyslankyně svědomí za snahu o prosazování a dodržování lidských práv.